# シンガポール政府投資公社
シンガポール政府投資公社（シンガポールせいふとうしこうしゃ、英：GIC Private Limited、GIC）は、1981年にシンガポール政府によって外貨準備を運用する為に設立されたソブリン・ウエルス・ファンドである。世界中の金融拠点に9ヶ所の事務所を構える。GICは株、債券、不動産等幅広く扱っている。
GICの投資ポートフォリオは3つに分けられる。GICアセットマネジメントPte Ltd　(公的市場)、GIC不動産Pte Ltd、GIC特殊投資Pte Ltdである。
日本への投資は、1996年の汐留シティセンターを皮切りに、2007年には不動産部門子会社のGICリアルエステート（GICRE）は、米投資会社コロニー・キャピタルから、福岡市の複合商業施設ホークスタウンを買収、2008年にはウェスティンホテル東京を買収している。
2008年、モルガン・スタンレーによると運用資産は3,300億ドルであると報告している。世界で3番目に大きな投資会社であるとしている。
2009年に物流不動産大手のグローバル・ロジスティック・プロパティーズ（現GLP）設立。
2013年に、投資市場で広く用いられてきた「GIC」ブランドを正式なものとし、旧称 Government of Singapore Investment Corporation Private Limited から GIC Private Limited に変更した。